# Reines Land

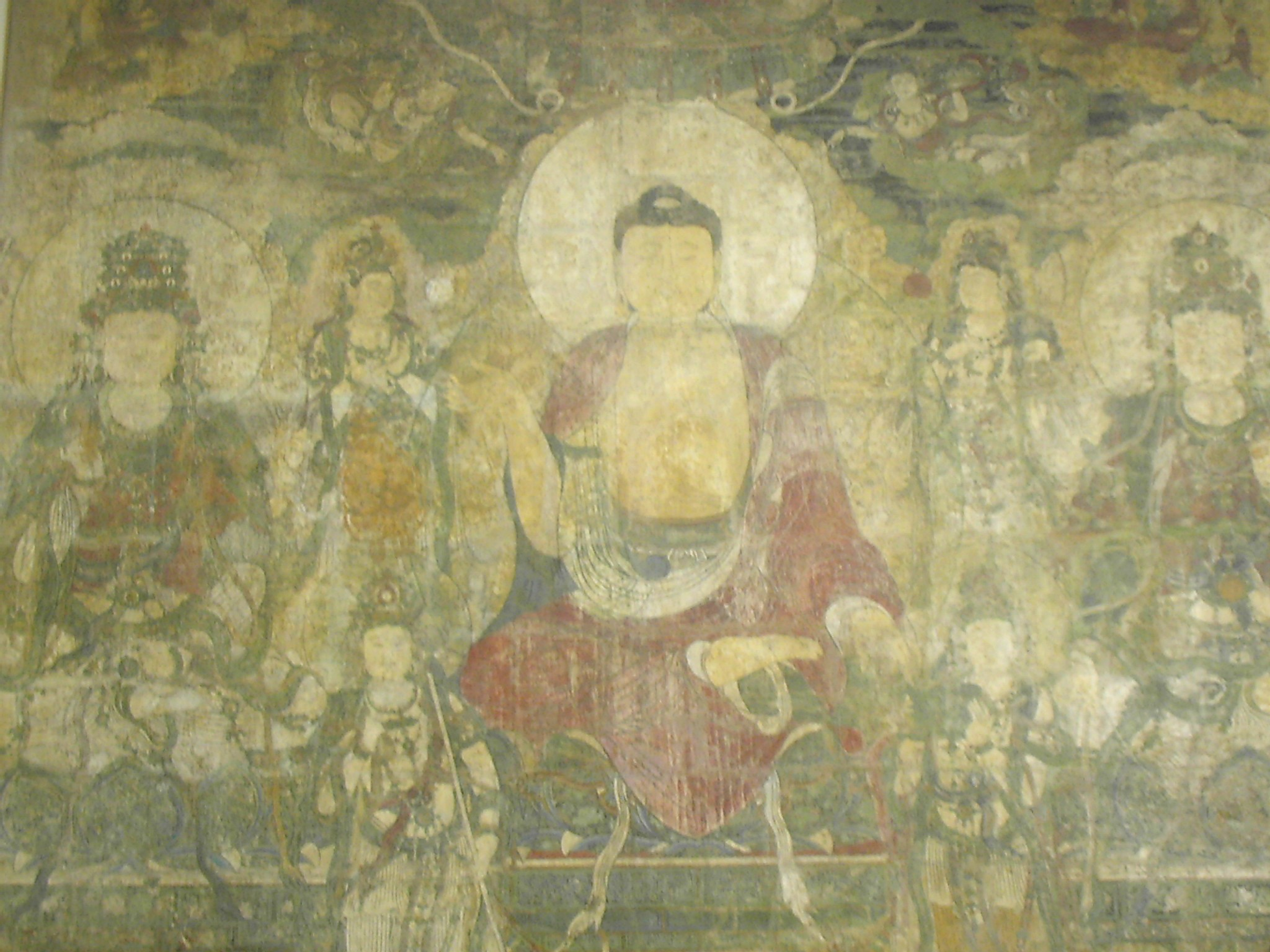
Das reine Land des Bhaisajyaguru (1319, Yuan-Dynastie, Metropolitan Museum of Art)

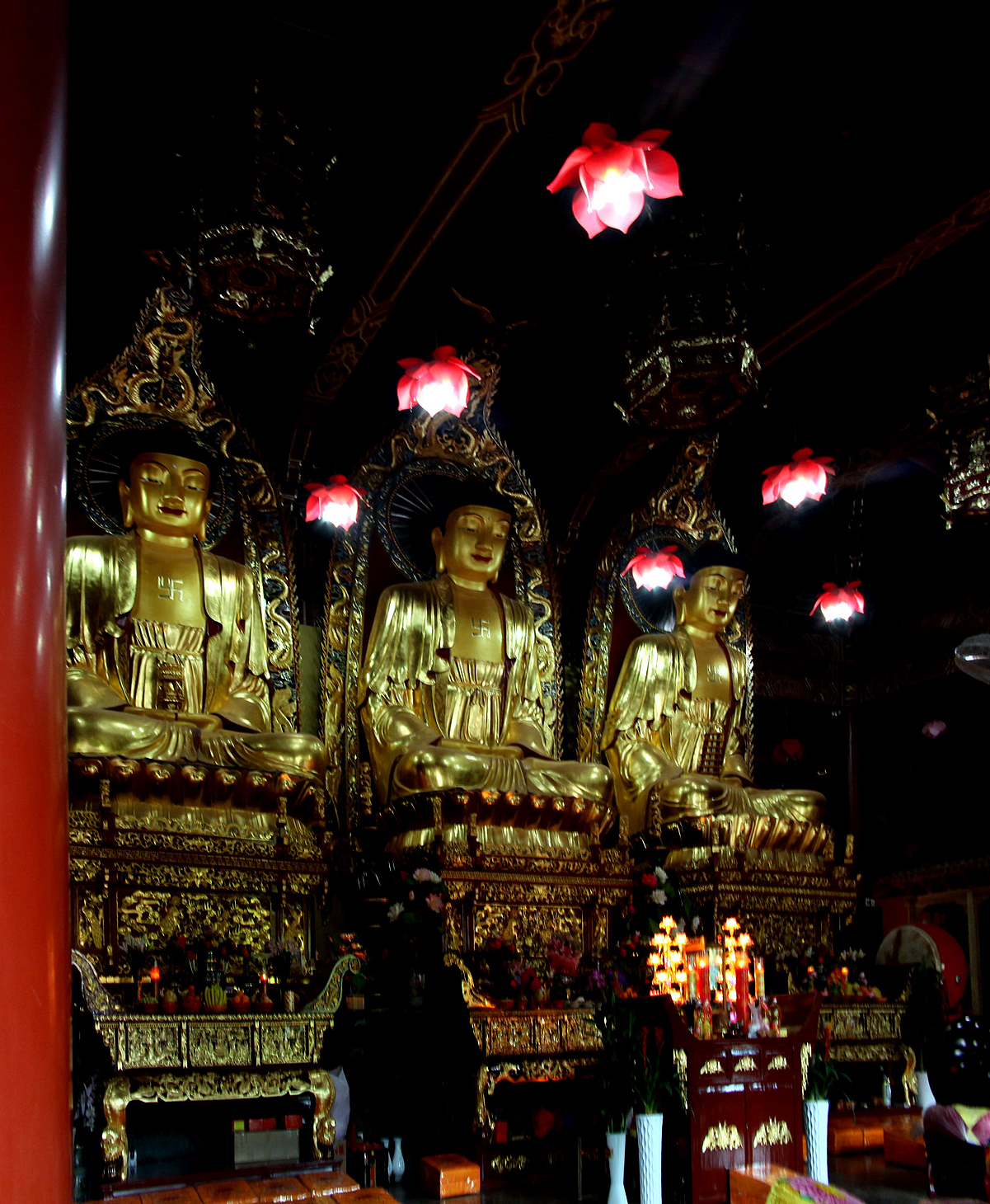
Amida-Buddha am Donglin Tempel im südchinesischen Lushan

Reines Land (auch Buddhafeld; skt.: बुद्धक्षेत्र buddhakshetra, IAST buddhakṣetra; tib.: sangs rgyas kyi zhing, dag zhing; chinesisch 淨土, Pinyin jìngtǔ, W.-G. ching-t'u; kor. 정토, jeongto; jap. 浄土, jōdo) ist vor allem im Amitabha-Buddhismus (auch: Reines-Land-Buddhismus) die Vorstellung eines nichtsamsarischen Daseinsbereiches, in dem alle Bedingungen zur spirituellen Praxis für das Erlangen der Buddhaschaft als günstig angesehen werden und große spirituelle Verdienste angehäuft werden können.

## Beispiele
- Abhirati[3] (tib.: mngon par dga' ba), das reine Land des Buddha Vajrasattva Akshobhya
- Akanishta[4] (tib.:  'og min), u. a. das (höchste) reine Land des Buddha Vajradhara
- Bhaiṣajyaguruvaiḍūrya-prabhāsa, das reine Land des Bhaisajyaguru
- 'jam dpal zhing bkod, beschreibt das reine Land Manjushris
- Khechara (tib.: mkha' spyod), das reine Land der Dakini Vajravarahi
- 'khor ba yongs grol, das reine Land des Buddha Vairocana
- Kupferfarbener Berg (tib.: zangs mdog dpal ri),[5][6] das reine Land Padmasambhavas
- Potala (tib.: pho brang ri bo gru 'dzin), das reine Land des Bodhisattva Avalokiteshvara
- dpal dang ldan pa, das reine Land des Buddha Ratnasambhava
- las rab rdzogs pa'i zhing, das reine Land des Buddha Amoghasiddhi
- Ratnaloka (tib.: lho phyogs lo ka'i khams rin po che'i snang ba), das südliche reine Land
- Shambala (tib.: bde 'byung), das Land der Könige von Shambala
- Sukhavati (tib.: bde ba can), das reine Land des Buddha Amitabha
- Tushita, das reine Land des Buddha Maitreya
- Yulo Kopa (tib.: g.yu lo bkod pa'i zhing), das reine Land der Bodhisattva Tara

Chagdud Tulku hat in Brasilien den Versuch unternommen, in einer geeigneten Landschaft das Reine Land Padmasambhavas nachzubilden.